# Hiroshi Kiyotake
Hiroshi Kiyotake (Ōita, Ōita, 12. studenog 1989.) je japanski nogometaš.

## Klupska karijera
Igrao je za Oita Trinita, Cerezo Osaka, Nürnberg, Hannover i Sevilla.

## Reprezentativna karijera
Za japansku reprezentaciju igrao je od 2011. godine. Za japansku reprezentaciju odigrao je preko 40 utakmice postigavši 5 pogodaka.
S japanskom reprezentacijom Hiroshi Kiyotake je igrao na jednom svjetskom prvenstvu (2014.).

## Statistika
| Japan  | Japan | Japan |
| Godina | Nas.  | Gol.  |
| ------ | ----- | ----- |
| 2011.  | 5     | 0     |
| 2012.  | 7     | 1     |
| 2013.  | 11    | 0     |
| 2014.  | 3     | 0     |
| 2015.  | 7     | 0     |
| Ukupno | 33    | 1     |

## Vanjske poveznice
- National Football Teams